# Bomb Squad
Bomb Squad (L'Escouade tactique pour la version destinée aux marchés francophone) est un jeu vidéo d'action-réflexion développé et édité par Mattel Electronics, sorti en 1982 sur la console Intellivision. Le jeu est compatible avec le module de synthèse vocale Intellivoice. 

## Système de jeu
Le joueur incarne un démineur qui doit désarmer une série de bombes qui pourraient détruire toute une ville. Pour ce faire, il doit deviner un code à trois chiffres en utilisant des pinces coupantes, des tenailles et un fer à souder pour recâbler et réparer les circuits électriques de la bombe. Si un circuit imprimé surchauffe, il est possible d'utiliser un extincteur. La synthèse vocale ponctue les efforts du joueur de messages d'encouragement ou de conseils de Frank, un expert en démolition, ou de moqueries et de réprimandes de Boris, le poseur de bombes.

## Développement
Le projet a été surnommé Juggernaut, en référence au titre original du film Terreur sur le Britannic, réalisé par Richard Lester, qui a servi d'inspiration. La programmation est de Gene Smith. La musique a été composée par Russ Lieblich.

## Doublage
Les voix originales sont, comme pour B-17 Bomber, enregistrées par des comédiens de The Firesign Theatre.
- Frank : Phil Proctor[2]
- Boris : Peter Bergman[2]

Des enregistrements en français, italien et allemand ont été réalisés, mais n'ont jamais été utilisés.

## Héritage
Bomb Squad est présent, émulé, dans la compilation Intellivision Lives! (en) sortie sur diverses plateformes.
Bomb Squad fait partie des jeux intégrés dans la console Intellivision Flashback, sortie en 2014.